# Генрі Девід Торо
Генрі Девід Торо (англ. Henry David Thoreau, 12 липня 1817 — 6 травня 1862) — американський письменник, мислитель, натураліст, суспільний діяч, попередник зеленого анархізму.
Генрі Торо народився в місті Конкорд у штаті Массачусетс і в 1837 році закінчив Гарвардський університет. Під впливом Ральфа Волдо Емерсона він став послідовником трансценденталізму.
У 1845–1847 роках Торо жив у лісі, на березі Волденського ставу (недалеко від Конкорду) у хатині, яку сам собі побудував. Він самостійно забезпечував себе всім потрібним для життя. Цей експеримент з виживання він описав у книзі «Волден, або Життя в лісах» (1854).
Громадський діяч, Торо протестував проти того в політиці США, що вважав неправильним. У 1846 році, протестуючи проти війни США та Мексики, він демонстративно відмовився платити податки, за що ненадовго потрапив до в'язниці. Торо активно боровся за права афроамериканців. Як засіб боротьби він пропонував індивідуальну ненасильницьку непокору. Його памфлет «Про громадянську непокору» (1849) мав вплив на Лева Толстого, Магатму Ґанді та Мартіна Лютера Кінга.
Був натуралістом, боровся за охорону природи. Окрім того, він став одним із перших у США, хто підтримав еволюційну теорію Чарлза Дарвіна.
Генрі Девід Торо помер від туберкульозу в рідному місті Конкорд.

## Генрі Торо як ідеолог охорони природи
Вплив Генрі Торо на розвиток ідеї охорони природи, особливо в США і Канаді, величезний. Власне кажучи, він першим у західній культурній традиції став говорити про дику природу, як про моральну і вільну сутність, яку саме за це і потрібно цінувати. Найважливішими його працями для природоохоронців є «Щоденник», есе «Прогулянки», «Волден, або Життя в лісах» й «Чорниця».
Слід зазначити, що за життя Торо не зрозуміли сучасники. Перше видання «Волдена» не розкуповували. 1906 року, коли було видано його повне зібрання творів, про Торо ніхто нічого не чув. Генрі Торо став популярний у США лише через понад століття після своєї смерті. Зараз він, нарівні з Джоном М'юром і Олдо Леопольдом, найцитованіший автор в екофілософських працях Заходу.
Торо був трансценденталістом і тому вірив в існування «наддуші» або божественної моральної сили, яка керує всім творінням. Він також вивчав буддійську релігію і був першим перекладачем буддійської «Лотус Сутри» англійською мовою. Все це значно вплинуло на розвиток його природоохоронних поглядів.
В одній зі своїх праць він пише: «Ліс наповнений таким же живим духом, як і людина». Концепція Торо про дику природу була революційна тим, що виявилася позбавленою будь-якої дискримінації дикої природи. На його думку, дика природа — ні що інше, як цивілізація, але інша, ніж наша. Ці думки чудові тим, що їх не існувало в колишніх західних культурних поглядах. Хоча Торо і не використовував термін «екоетика», він, по суті, був її ідеологічним засновником. Усе починалося з його тези, що «краще дарувати життя, ніж смерть». Краще кредо природоохоронному руху годі знайти.
«Чому ми засуджуємо тих, хто знущається над дітьми, і заохочуємо тих, хто робить це з природою?», — запитував екофілософ. Тут Торо зупинявся на тому, що природу варто наділити такими ж моральними правами, що і людину. Поступово у своїх роботах Торо робить дедалі більший акцент на природі: «Здоров'я ви знайдете не в суспільстві, а в природі, — пише він. — Суспільство завжди хворе, і навіть найкраще суспільство — найболючіше». І далі: «Повзик і червона білка — компанія, що надихає більше, ніж суспільство державних мужів і філософів». Торо говорив, що коли рубають живе дерево, в цьому є щось майже трагічне, бо воно стає «лише деревиною». На його думку, робити з сосни дошки і хати не менш справедливо, ніж убивати людину і «робити» з неї гній.
Торо обурювався, що законодавство захищає птахів не тому, що вони красиві, а тому, що ловлять комах. Це все одно, що оцінювати співака не по тому, як він співає, а по тому, що у нього в шлунку. Дика природа, за Торо, — це не чужинець, якого треба підкорити, не ресурс для експлуатації, а «вічне джерело життя». Торо один з перших оголосив, що свобода — одна з головних цінностей природи: «Природа навколо мене незвично вільна, і ця свобода — її частина», — пише він. І далі: «Кожна соснова голка наповнена співчуттям і допомогою. Я чітко відчував присутність чогось спорідненого, навіть у сценах, які ми звикли називати дикими і страшними, і те, що найближчою мені по крові й самим гуманним була зовсім не людина, і що ніяке місце не буде для мене чужим».
Торо писав, що треба дозволити Богові діяти через природу, дозволити людям відправляти культ у гаях, в той час як християнські вандали переводять даремно ліс, щоб будувати церкви. Для нього хати, церкви та інші будівлі, які будувалися, були жалюгідними проти величі знищуваних первозданних лісів. Торо був одним з перших, хто став закликати до екосаботажу (екотажу). Зокрема, він пропонував ламати греблі на річках, що заважають рибі нереститися. За Торо, всі хороші речі — дикі й вільні. Філософ вважав, що закон природи потрібно ставити вище юридичного. Іншими словами, не можна національним законом заборонити моральне право будь-якого організму на існування. Він неодноразово заявляв, що жодна гуманна людина, яка вийшла з бездумного хлоп'ячого віку, не стане даремно вбивати живу істоту, якій даровано те ж життя, що і йому самому. Торо закликав людей порушувати закон, якщо він змушує людей порушувати справедливість.
Велику увагу Торо приділяв практиці заповідання. В одній зі своїх статей він запитував: «Чому ми не можемо мати національні заповідні зони, де можуть існувати ведмідь і пантера …». На його думку, біля кожного міста «має бути парк або первозданний ліс в 500 або 1000 акрів. Ці місця повинні належати громадськості, і до них вона повинна ставитися з повагою».
Геніальність Торо в тому, що він пішов далі Адама Сміта і Карла Маркса, які зводять дику природу лише до цінності використання. Недарма одна з відомих тез Торо звучить так: «Саме у дикості є збереження миру». На противагу християнам і юдеям, що знецінили природу, Торо хотів відновити в природі святість, створити міфологію нової дикої природи: «Іноді я заходив у соснові гаї, що стоять подібно храмам, або флотам у морі з повною оснасткою, хвилястими сучками і струмливим світлом, настільки м'яким, зеленим і тінистим, що друїди могли б покинути свої дуби, щоб почати поклонятися цим соснам…».
В іншій главі «Волдена» він заявляє дуже важливе: «Я люблю дике не менше, аніж моральне». На відміну від більшості людей, які схвалюють лише хороше, але не помічають дике, або взагалі до нього погано ставляться, Торо проголошує важливу ідею про те, що цінність дикої природи лежить в її нетрадиційності, а не в ринковій корисності. «Життя — це дике середовище. Найживіше є найдикішим», — заявив екофілософ. Недаремно у Торо поряд зі словом «красивий» часто вживається слово «дикий», а наближення до дикої природи він розумів як наближення до духовного початку. Світ дикої природи непорочний — ось один з головних висновків Торо. Цей світ гарний і морально досконалий. І тільки людина своєю присутністю і своєю діяльністю вносить до нього порок і неподобство.
У Торо незайманість, дикість, первозданність природи виявляються критеріями гармонійності. Для нього, як і для Гете, природа завжди права. Звідси випливав висновок — природа вимагає до себе дбайливого і навіть побожного ставлення; порушення її гармонії згубно відбивається на моральності людей. Дика природа допускає лише «споглядальне» освоєння; людина не повинна ні підкоряти, ні змінювати дику природу.
Практично у всіх своїх роботах, але насамперед у «Щоденниках», «Чорниці», «Волдені» і «Прогулянках» Торо вихваляє «дикість» дикої природи. Нічого такого до цього люди не читали. Усі суперечки про дику природу велися з використанням романтичних або патріотичних аргументів. У «Волдені» він писав: «Споглядання дикої природи стало дивно звичайним. Я відчував і донині відчуваю, як і більшість людей, прагнення до вищого, або, як його називають, духовного життя і одночасно тягу до первісного, і я шаную обидва ці прагнення».
У «Прогулянках» Торо продовжував:
|  | Мені б хотілося сказати кілька слів на захист недоторканої Природи і абсолютної свободи, які настільки відмінні від природи, освоєної людиною, і від свободи цивільного стану (...). Дайте мені жити там, де мені хочеться. Нехай з одного боку буде місто, а з іншого - дика природа. Я все частіше йду з міста і прямую на природу (...). Коли я кажу «Захід», я маю на увазі дику природу. А тепер я підійшов нарешті до своєї головної думки: збереження нашого світу залежить від того, чи збережемо ми дику природу. Кожне дерево посилає свої живі тканини в пошуках цієї природи. Міста ввозять її і платять за неї будь-яку ціну. У пошуках її люди борознять океани. У лісах, в диких місцях добувають ліки і трави, які підвищують наш тонус. Наші предки були дикунами. Історія про Ромула і Рема, вигодуваних вовчицею - не просто фантастична легенда. Засновники кожної держави, яка досягла могутності, вбирали цілющу силу з подібного джерела, близького до дикої природи. Сини імперії були підкорені і розсіяні по світу синами північних лісів саме тому, що на відміну від них не були вигодувані вовчицею. Я вірю в ліси, в луки, в ніч, коли росте хліб. Нам необхідно додавати в чай хвою тсуги і ялини (...). Я стою за дикість, перед якою блідне будь-яке цивілізоване суспільство (...). У лісі є місця, куди з різних сторін доноситься спів дроздів. Ось куди я хотів би перебратися. Це дика місцевість, не зайнята ще ніякими переселенцями (...). Бен Джонсон вигукував: «Все те добро, що істинно прекрасно!». Я ж скажу так: «Все те добро, що істинно природно. Життя і дика природа невіддільні одне від одного. Саме життєве і є саме нездоланне, яке ще не підкорилось людині, що дає йому нові сили (...). Надія і майбутнє асоціюються для мене не з обробленими полями і галявинами, не з містами, а з непрохідними топямі і болотами. Коли я замислююся над тим, що мені подобалося в фермі, яку збирався купити, я виявляв, що кожен раз мене приваблювало лише одне - кілька квадратних метрів непрохідного болота, того природного стоку, який знаходився на краю ділянки. Воно-то і було тим самим алмазом, який засліплював мене. Я отримую більше засобів до існування від боліт, оточуючих моє рідне місто, ніж від садів, що ростуть в селищі. Для мене немає багатшого квітника, ніж густі зарості карликової андромеди, які покривають ці ніжні місця на поверхні землі (...). Звичайно, ви можете вирішити, що я ненормальний упертюх, але все-таки, якби мені запропонували жити по сусідству з найпрекраснішим у світі садом, коли-небудь створеним людським мистецтвом, або ж поруч зі згубним болотом, я напевно вибрав би болото. А значить, і всі труди ваші, дорогі співгромадяни, видаються мені абсолютно марними! Мій настрій незмінно піднімається відповідно до зовнішньої похмурості. Мені б жити поруч з океаном, пустелею або дикою природою. У пустелі чисте повітря і безлюддя компенсують нестачу вологи і безпліддя ґрунту. Бертон у подорожніх записках зазначає: «Ваш моральний дух підвищується, ви стаєте відвертіше і сердечніше, привітніше і цілеспрямованим ... У пустелі спиртне викликає лише огиду. Найпростіше тваринне існування доставляє невимовну радість» (...). Коли я хочу відпочити, я йду в найтемніший і труднопрохідний ліс або на яке-небудь болото, що має дурну славу. Я ступаю на нього з благоговінням, як ніби потрапляю в святе місце, «святая святих». У ньому міститься сила, мозок Природи. Незайманий ґрунт заріс хащами. На ньому добре себе почувають як люди, так і дерева (...). Порятунок міста не в його праведниках, а в оточуючих його лісах і болотах. У таких місцях, де один первісний ліс розкинув свої гілки вгорі, а інший первісний ліс гниє внизу, народжуються не тільки хліб і картопля, але поети і філософи прийдешніх століть. Такий ґрунт дав світові Гомера і Конфуція та інших філософів і поетів; така місцевість була притулком реформатора, що харчується акридами і диким медом (...). Цивілізовані країни - Греція, Рим, Англія - трималися тим, що на їхніх територіях колись росли праліси. |

В есе «Чорниця» Торо пише:
|  | Річки та водоспади, луки й озера, пагорби і скелі, гори, ліси і древні дерева - всі вони прекрасні. Вони дуже цінні, і ні долари, ні центи не варті їх ... Вони вчать людей більше, ніж вищі школи, проповідники або будь-яка сучасна система освіти. Я не думаю, що той, хто не може передбачити цінності природи, може стояти на чолі штату або навіть міста ... Якщо є якийсь унікальний величезний валун, він не повинен належати комусь індивідуально. У деяких країнах рідкісні метали належать тільки короні - унікальні об'єкти природи повинні бути надбанням народу (...). Ми зрубали кілька старих дубів, які були свідками історії міста від індіанців до білих, а в музеях зберігаємо сумку для патронів британського солдата 1755 року. Як мало ми турбуємося про дійсно цінні принади природи! Ми будемо знаходитися серед прекрасного ландшафту ... - але не оцінюємо і не розповімо про це іншим, але якби хтось знайшов би там злиток золота, або у воді перли - весь штат відразу дізнався про це. Я знаходжу, що молоді городяни погано розуміють, у чому цінність дубів і сосен, крім чисто зовнішнього враження. Може нам запросити людину з лекцією з ботаніки про дуби, наприклад, замість того, щоб вирішувати їх рубати. Це рівносильно тому, щоб навчати дітей латині і грецькій мові, спалюючи книги, написані на цих мовах (...). Часто буває, що основна цінність міста - це міський ліс, який потрібно зберігати в його первозданному стані. |

Ще одна важлива цитата з творів цього основоположника американської ідеології охорони дикої природи. Цього разу — з «Щоденників»:
|  | Я люблю Природу почасти тому, що вона - протилежність людині, притулок, де можна від неї сховатися. Жоден з її інститутів не проникає сюди і не має над нею сили. Тут панує інше право. Серед природи я можу дихати на повні груди. Якби світ був тільки царством людини, я не зміг би випростатися на повний зріст і втратив би будь-яку надію. Світ людини для мене - окови; світ природи - свобода. Людина змушує мене прагнути в інший світ, вона примиряє мене з цим. Жодна радість, яку дає нам природа, непідвладна її (людини) законам і порядкам. До чого б людина не доторкнулася, на всьому залишається її брудний слід (...). Щастя, яке дарує нам Природа, порівняти лише з тим, яке дарують щирі слова коханої людини. |

У творах Торо міститься чимало прямих закликів до охорони природи. У «Прогулянках» він заявляє, що найкраща частина землі не є приватною власністю, ландшафтом не володіє ніхто. 1861 року, ближче до кінця свого життя, він писав в есе «Чорниця», що «більшість людей не дбає про природу і проміняло б свою частку її краси за певну суму, якщо це хоч якось поліпшить їхнє життя, а багато хто навіть за келих рому. Слава Богу, люди не можуть літати і знищувати небо так само, як і землю! На даний момент ми можемо за це бути спокійні. Саме через те, що декому на це начхати, ми повинні продовжувати все захищати від вандалізму небагатьох».

## Переклади українською мовою
- Генрі Девід Торо. Волден, або Життя в лісах / пер. з англ. Ярослава Стріха. — Київ: Темпора, 2020

## Виноски
1. ↑  Bibliothèque nationale de France BNF: платформа відкритих даних — 2011.
2. ↑  CONOR.Sl
3. 1 2  Pas L. v. Genealogics — 2003.
4. 1 2  Борейко В. Е. Философы зоозащиты и природоохраны. — К.: КЭКЦ, 2012. — 179 с.
5. 1 2 3 4 5  Nash R. Wilderness and the american mind. — New Haven and London: Yale Univ. Press, 1982. — P. 84—96.
6. 1 2 3 4 5  Nash R. The rights of nature. A history of environmental ethics. — Madison: Univ. Wisconsin Press, 1989. — 290 p.
7. 1 2 3 4 5  Oelschlaeger M. The idea of wilderness. — New Haven and London: Yale Univ. Press, 1991. — P. 133—172.
8. ↑  Торо Г. Уолден, или жизнь в лесу // Ралф Эмерсон. Эссе. Генри Торо. Уолден, или жизнь в лесу. — М.: Худ. лит-ра, 1986. — С. 385—614.
9. ↑  Покровский Н. Е. Генри Торо. — М.: Мысль, 1983. — 187 с.
10. 1 2 3 4 5  Торо Г. Дневники. Прогулки // Сделать прекрасным наш день. — М.: Прогресс, 1990. — С. 117—225; — С. 250—285.
11. ↑  База даних малих космічних тіл JPL: Генрі Девід Торо (англ.) .